# Paruszka
Paruszka – wieś w Polsce położona w województwie wielkopolskim, w powiecie złotowskim, w gminie Krajenka.

## Historia
Paruszka została założona najprawdopodobniej na początku XVII wieku, a w 1652 roku mieszkało tu 26 protestanckich rodzin chłopskich. Byli to niemieccy koloniści. W wyniku epidemii dżumy wieś całkowicie się wyludniła, w związku z czym sprowadzono kolonistów z Holandii, także głównie wyznania protestanckiego. Na początku XVII wieku wybudowali oni małą kaplicę drewnianą, którą kilkadziesiąt lat później utracili na rzecz parafii katolickiej w Głubczynie. 
W latach 1975–1998 miejscowość administracyjnie należała do województwa pilskiego.

## Obiekty
Kościół Najświętszego Serca Pana Jezusa pochodzi z lat 1927-1935, a pozostałości cmentarza ewangelicko-augsburskiego (resztki nagrobków) z XIX wieku (cmentarz po południowej stronie drogi do Dolnika).